# Tiro nos Jogos Olímpicos de Verão de 2020 - Qualificação
Este artigo detalha a fase de qualificação do tiro nos Jogos Olímpicos de Verão de 2020. (As Olimpíadas foram adiadas para 2021 devido à pandemia de COVID-19). As 360 vagas para os Jogos são entregues aos atiradores pelos seus respectivos CONs, baseado nos resultados de campeonatos designados supervisionados pela ISSF de 1 de setembro de 2018 a 6 de junho de 2021. O país-sede, Japão, recebeu doze vagas no total, uma em cada evento individual. Quatro vagas (as duas melhores equipes por CON) serão concedidas aos atiradores competindo em cada um dos eventos mistos (carabina, pistola e fossa olímpica), enquanto o atirador de maior ranking, que ainda não se qualificou ou cujo CON não tiver vaga em nenhum dos doze eventos individuais, receberá uma vaga direta olímpica pelo ranking mundial. As vinte e quatro vagas restantes estarão disponíveis aos CONs elegíveis pela Comissão Tripartite, com dois em cada evento individual, para chegar a um número máximo de 360.
As vagas podem ser obtidas pelo Campeonato Mundial de Tiro de 2018, pela Série da Copa do Mundo da ISSF de 2019 e por Jogos ou Campeonatos Continentais designados durante o período de qualificação. As vagas são alocadas ao Comitê Olímpico Nacional, com exceção do ranking mundial da ISSF, que premia diretamente os atiradores individuais, sem possibilidade de mudança pelo CON. O CON pode escolher um atirador diferente em cada evento individual ou de equipe mista, contanto que ele ou ela tenha atingido a marca de qualificação mínima.

## Linha do tempo
| Evento                                             | Data                                  | Local          |
| -------------------------------------------------- | ------------------------------------- | -------------- |
| Campeonato Mundial de Tiro de 2018                 | 31 de agosto a 15 de setembro de 2018 | Changwon       |
| Campeonato de Tiro das Américas de 2018            | 1 a 11 de novembro de 2018            | Guadalajara    |
| Copa do Mundo da ISSF de 2019 # 1*                 | 20 a 28 de fevereiro de 2019          | Nova Delhi     |
| Copa do Mundo da ISSF de 2019 # 2                  | 15 a 26 de março de 2019              | Acapulco       |
| Copa do Mundo da ISSF de 2019 # 3                  | 5 a 15 de abril de 2019               | Al Ain         |
| Copa do Mundo da ISSF de 2019 # 4                  | 23 de abril a 1 de maio de 2019       | Pequim         |
| Copa do Mundo da ISSF de 2019 # 5                  | 7 a 18 de maio de 2019                | Changwon       |
| Copa do Mundo da ISSF de 2019 # 6                  | 24 de maio a 1 de junho de 2019       | Munique        |
| Jogos Europeus de 2019                             | 23 a 28 de junho de 2019              | Minsk          |
| Jogos Pan-Americanos de 2019                       | 26 de julho a 11 de agosto de 2019    | Lima           |
| Copa do Mundo da ISSF de 2019 # 7                  | 15 a 22 de agosto de 2019             | Lahti          |
| Copa do Mundo da ISSF de 2019 # 8                  | 26 de agosto a 3 de setembro de 2019  | Rio de Janeiro |
| Campeonato Europeu de Espingarda de 2019           | 3 a 17 de setembro de 2019            | Lonato         |
| Campeonato Europeu de eventos de 25m e 50m de 2019 | 12 a 23 de setembro de 2019           | Bologna        |
| Campeonato da Oceania de Tiro de 2019              | 1 a 9 de novembro de 2019             | Sydney         |
| Campeonato Asiático de Tiro de 2019                | 3 a 11 de novembro de 2019            | Doha           |
| Campeonato Africano de Tiro de 2019                | 17 a 25 de novembro de 2019           | Tipasa         |
| Campeonato Europeu de eventos de 10m de 2020       | 23 de fevereiro a 1 de março de 2020  | Wrocław        |
| Campeonato Europeu de Espingarda de 2021           | 23 de maio a 6 de junho de 2021       | Osijek         |
| Campeonato Europeu de eventos de 25m e 50m de 2021 | 23 de maio a 6 de junho de 2021       | Osijek         |
| Campeonato Europeu de eventos de 10m de 2021       | 23 de maio a 6 de junho de 2021       | Osijek         |
| Ranking Olímpico mundial da ISSF                   | Maio a junho de 2021                  | —              |
| Realocação de vagas não utilizadas                 | Junho de 2021                         | —              |

## Sumário de qualificação
| Nação                             | Masculino | Masculino | Masculino | Masculino | Masculino | Masculino | Feminino | Feminino | Feminino | Feminino | Feminino | Feminino | Misto  | Misto  | Misto  | Total | Total   |
| Nação                             | C 3x40    | CA 60     | PR        | PA 60     | FO 125    | SK 125    | C 3x40   | AR 60F   | SP       | PA 60F   | FO 125F  | SK 125F  | CA MIX | PA MIX | FO MIX | Vagas | Atletas |
| --------------------------------- | --------- | --------- | --------- | --------- | --------- | --------- | -------- | -------- | -------- | -------- | -------- | -------- | ------ | ------ | ------ | ----- | ------- |
| AFG Afeganistão                   |           | 1         |           |           |           |           |          |          |          |          |          |          |        |        |        | 1     | 1       |
| ALB Albânia                       |           |           |           |           |           |           |          |          |          | 1        |          |          |        |        |        | 1     | 1       |
| GER Alemanha                      |           |           | 2         |           | 1         |           | 1        |          | 2        | 1        |          | 1        |        |        |        | 8     | 8       |
| KSA Arábia Saudita                |           |           |           |           |           | 1         |          |          |          |          |          |          |        |        |        | 1     | 1       |
| ALG Argélia                       |           |           |           |           |           |           |          | 1        |          |          |          |          |        |        |        | 1     | 1       |
| ARG Argentina                     | 1         |           |           |           |           | 1         |          | 1        |          |          |          | 1        |        |        |        | 4     | 4       |
| ARM Armênia                       |           |           |           |           |           |           |          |          |          | 1        |          |          |        |        |        | 1     | 1       |
| ARU Aruba                         |           |           |           | 1         |           |           |          |          |          |          |          |          |        |        |        | 1     | 1       |
| AUS Austrália                     | 1         | 2         | 1         | 1         | 2         | 1         | 1        | 1        | 1        | 1        | 2        | 1        |        |        |        | 15    | 15      |
| AUT Áustria                       |           | 1         |           |           |           |           |          |          |          | 1        |          |          |        |        |        | 2     | 2       |
| AZE Azerbaijão                    |           |           | 1         |           |           |           |          |          |          |          |          |          |        |        |        | 1     | 1       |
| BAN Bangladesh                    |           | 1         |           |           |           |           |          |          |          |          |          |          |        |        |        | 1     | 1       |
| BRN Bahrein                       |           |           |           |           |           |           |          |          |          |          |          | 1        |        |        |        | 1     | 1       |
| BEL Bélgica                       |           |           |           |           |           |           |          | 1        |          |          |          |          |        |        |        | 1     | 1       |
| BLR Bielorrússia                  | 1         |           |           |           |           |           | 1        |          |          | 1        |          |          |        |        |        | 3     | 3       |
| BRA Brasil                        |           |           |           | 1         |           |           |          |          |          |          |          |          |        |        |        | 1     | 1       |
| BUL Bulgária                      |           |           |           |           |           |           |          |          | 2        | 1        |          |          |        |        |        | 3     | 3       |
| BHU Butão                         |           |           |           |           |           |           |          | 1        |          |          |          |          |        |        |        | 1     | 1       |
| CAN Canadá                        |           |           |           |           |           |           |          |          |          | 1        |          |          |        |        |        | 1     | 1       |
| QAT Catar                         |           |           |           |           | 1         |           |          |          |          |          |          |          |        |        |        | 1     | 1       |
| KAZ Cazaquistão                   | 1         |           |           |           |           |           |          |          |          |          | 1        | 1        |        |        |        | 3     | 3       |
| CHI Chile                         |           |           |           |           |           |           |          |          |          |          |          | 1        |        |        |        | 1     | 1       |
| CHN China                         | 2         | 2         | 2         | 2         | 1         |           | 2        | 2        | 2        | 2        | 2        | 2        | 1      | 1      |        | 23    | 25      |
| CYP Chipre                        |           |           |           |           | 1         | 2         |          |          |          |          |          | 1        |        |        |        | 4     | 4       |
| COL Colômbia                      |           |           | 1         |           |           |           |          |          |          |          |          |          |        |        |        | 1     | 1       |
| KOR Coreia do Sul                 | 1         | 1         | 2         | 2         |           | 1         | 2        | 2        | 1        | 2        |          | 1        |        |        |        | 15    | 15      |
| CRO Croácia                       |           | 2         |           |           | 1         |           | 1        |          |          |          |          |          |        |        |        | 4     | 4       |
| CUB Cuba                          |           |           | 2         | 1         |           |           | 1        |          |          | 1        |          |          |        |        |        | 5     | 5       |
| DEN Dinamarca                     | 1         |           |           |           |           | 1         | 1        | 1        |          |          |          |          |        |        |        | 4     | 4       |
| EGY Egito                         | 1         | 1         |           | 1         | 2         | 2         | 1        |          |          | 2        | 1        |          |        |        |        | 11    | 11      |
| UAE Emirados Árabes Unidos        |           |           |           |           |           | 1         |          |          |          |          |          |          |        |        |        | 1     | 1       |
| ECU Equador                       |           |           |           |           |           |           |          |          | 1        | 1        |          |          |        |        |        | 2     | 2       |
| SVK Eslováquia                    |           | 1         |           | 1         | 1         |           |          |          |          |          | 1        | 1        |        |        | 1      | 6     | 7       |
| SLO Eslovênia                     |           |           |           |           |           |           | 1        |          |          |          |          |          |        |        |        | 1     | 1       |
| ESP Espanha                       |           |           |           |           | 1         |           |          |          |          |          | 1        |          |        |        |        | 2     | 2       |
| USA Estados Unidos                | 2         | 2         | 1         | 2         | 2         | 2         | 2        | 2        | 2        |          | 2        | 2        |        |        |        | 21    | 21      |
| EST Estônia                       |           |           | 1         |           |           |           |          |          |          |          |          |          |        |        |        | 1     | 1       |
| FIN Finlândia                     |           |           |           |           |           | 2         |          |          |          |          | 1        |          |        |        |        | 3     | 3       |
| FRA França                        |           |           | 2         |           |           | 2         |          | 1        | 2        |          | 2        | 1        |        |        |        | 10    | 10      |
| GEO Geórgia                       |           |           |           |           |           |           |          |          |          | 1        |          |          |        |        |        | 1     | 1       |
| GBR Grã-Bretanha                  |           |           |           |           | 2         |           | 1        |          |          |          | 1        | 1        |        |        |        | 5     | 5       |
| GRE Grécia                        |           |           |           |           |           | 1         |          |          |          | 1        |          |          |        |        |        | 2     | 2       |
| GUA Guatemala                     |           |           |           |           |           | 1         |          |          |          |          | 2        |          |        |        |        | 3     | 3       |
| HKG Hong Kong                     |           |           | 1         |           |           |           |          |          |          |          |          |          |        |        |        | 1     | 1       |
| HUN Hungria                       | 1         | 1         |           |           |           |           |          | 1        | 1        |          |          |          |        |        |        | 4     | 4       |
| YEM Iêmen                         |           |           |           |           |           |           |          |          |          | 1        |          |          |        |        |        | 1     | 1       |
| IND Índia                         | 2         | 2         |           | 2         |           | 2         | 2        | 2        | 2        | 1        |          |          |        |        |        | 15    | 15      |
| INA Indonésia                     |           |           |           |           |           |           |          | 1        |          |          |          |          |        |        |        | 1     | 1       |
| IRI Irã                           | 1         |           |           | 1         |           |           | 1        | 2        |          | 1        |          |          |        |        |        | 6     | 6       |
| IRQ Iraque                        |           |           |           |           |           |           |          |          |          | 1        |          |          |        |        |        | 1     | 1       |
| IRL Irlanda                       |           |           |           |           | 1         |           |          |          |          |          |          |          |        |        |        | 1     | 1       |
| ISR Israel                        |           | 1         |           |           |           |           |          |          |          |          |          |          |        |        |        | 1     | 1       |
| ITA Itália                        | 2         | 1         | 2         | 1         | 1         | 2         | 1        |          |          |          | 2        | 2        |        |        |        | 14    | 14      |
| JPN Japão                         | 1         | 1         | 1         | 1         | 1         | 1         | 1        | 1        | 1        | 1        | 1        | 1        |        |        |        | 12    | 12      |
| JOR Jordânia                      |           |           |           |           |           |           |          |          |          |          | 1        |          |        |        |        | 1     | 1       |
| KOS Kosovo                        |           | 1         |           |           |           |           |          |          |          |          |          |          |        |        |        | 1     | 1       |
| KUW Kuwait                        |           |           |           |           | 2         | 2         |          |          |          |          |          |          |        |        |        | 4     | 4       |
| LAT Letônia                       |           |           |           |           |           |           |          |          | 1        |          |          |          |        |        |        | 1     | 1       |
| LBN Líbano                        |           |           |           |           |           |           |          |          |          |          | 1        |          |        |        |        | 1     | 1       |
| LTU Lituânia                      | 1         |           |           |           |           |           |          |          |          |          |          |          |        |        |        | 1     | 1       |
| MAS Malásia                       |           |           |           |           |           |           | 1        |          |          |          |          |          |        |        |        | 1     | 1       |
| MLT Malta                         |           |           |           |           |           |           |          |          | 1        |          |          |          |        |        |        | 1     | 1       |
| MAR Marrocos                      |           |           |           |           |           |           |          |          |          |          |          | 1        |        |        |        | 1     | 1       |
| MEX México                        | 1         | 1         |           |           | 1         |           |          |          |          |          | 1        | 1        |        |        |        | 5     | 5       |
| MYA Mianmar                       |           |           |           | 1         |           |           |          |          |          |          |          |          |        |        |        | 1     | 1       |
| MGL Mongólia                      |           |           |           | 1         |           |           |          | 1        | 1        | 1        |          |          |        |        |        | 4     | 4       |
| NEP Nepal                         |           |           |           |           |           |           |          | 1        |          |          |          |          |        |        |        | 1     | 1       |
| NCA Nicarágua                     |           |           |           | 1         |           |           |          |          |          |          |          |          |        |        |        | 1     | 1       |
| NOR Noruega                       | 2         |           |           |           |           | 1         | 2        |          |          |          |          |          |        |        |        | 5     | 5       |
| NZL Nova Zelândia                 |           |           |           |           |           |           |          |          |          |          | 1        | 1        |        |        |        | 2     | 2       |
| OMA Omã                           | 1         |           |           |           |           |           |          |          |          |          |          |          |        |        |        | 1     | 1       |
| NED Países Baixos                 |           | 1         |           |           |           |           |          |          |          |          |          |          |        |        |        | 1     | 1       |
| PAK Paquistão                     |           |           | 2         | 1         |           |           |          |          |          |          |          |          |        |        |        | 3     | 3       |
| PER Peru                          |           |           | 1         |           | 1         | 1         |          |          |          |          |          |          |        |        |        | 3     | 3       |
| POL Polônia                       | 1         |           |           |           |           |           |          | 1        |          | 1        | 1        | 1        |        |        |        | 5     | 5       |
| PUR Porto Rico                    |           |           |           |           |           |           | 1        |          |          |          |          |          |        |        |        | 1     | 1       |
| POR Portugal                      |           |           |           |           | 1         |           |          |          |          |          |          |          |        |        |        | 1     | 1       |
| CZE República Checa               | 2         | 1         |           |           | 2         | 1         |          | 1        |          |          |          | 1        |        |        |        | 8     | 8       |
| MKD Macedônia do Norte            |           |           |           | 1         |           |           |          |          |          |          |          |          |        |        |        | 1     | 1       |
| ROU Romênia                       |           |           |           |           |           |           |          | 1        |          |          |          |          |        |        |        | 1     | 1       |
| RUS Rússia                        |           | 2         | 2         | 2         | 1         |           | 2        | 1        | 2        |          | 2        | 2        | 1      | 1      | 1      | 19    | 22      |
| SMR San Marino                    |           |           |           |           | 1         |           |          |          |          |          | 1        |          |        |        |        | 2     | 2       |
| SEN Senegal                       |           |           |           |           |           |           |          |          |          |          |          | 1        |        |        |        | 1     | 1       |
| SRB Sérvia                        | 1         | 1         |           | 1         |           |           | 1        | 1        |          | 2        |          |          |        |        |        | 7     | 7       |
| SGP Singapura                     |           |           |           |           |           |           |          | 1        |          |          |          |          |        |        |        | 1     | 1       |
| SRI Sri Lanka                     |           |           |           |           |           |           |          | 1        |          |          |          |          |        |        |        | 1     | 1       |
| SWE Suécia                        |           |           |           |           |           | 1         |          |          |          |          |          |          |        |        |        | 1     | 1       |
| SUI Suíça                         |           |           |           |           |           |           | 1        |          | 1        |          |          |          |        |        |        | 2     | 2       |
| THA Tailândia                     |           |           | 1         |           | 1         |           |          |          | 2        |          |          | 2        |        |        |        | 6     | 6       |
| TPE Taipé Chinês                  |           | 1         |           |           | 1         |           |          | 1        | 1        | 1        |          |          |        |        |        | 5     | 5       |
| ROT Equipe Olímpica de Refugiados |           |           |           |           |           |           |          |          |          | 1        |          |          |        |        |        | 1     | 1       |
| TUN Tunísia                       |           |           |           | 1         |           |           |          |          | 1        |          |          |          |        |        |        | 2     | 2       |
| TUR Turquia                       |           | 1         | 1         | 2         |           |           |          |          |          |          |          |          |        |        |        | 4     | 4       |
| UKR Ucrânia                       |           | 1         | 1         | 2         |           |           |          |          | 1        |          |          | 1        |        |        |        | 6     | 6       |
| URU Uruguai                       |           |           |           |           |           |           |          |          |          | 1        |          |          |        |        |        | 1     | 1       |
| UZB Uzbequistão                   |           |           |           |           |           |           | 1        |          |          |          |          |          |        |        |        | 1     | 1       |
| VEN Venezuela                     | 1         |           |           |           |           |           |          |          |          |          |          |          |        |        |        | 1     | 1       |
| VIE Vietnã                        |           |           |           | 1         |           |           |          |          |          |          |          |          |        |        |        | 1     | 1       |
| Total: 98 CONs                    | 29        | 30        | 27        | 31        | 29        | 29        | 29       | 30       | 27       | 31       | 27       | 29       | 2      | 2      | 2      | 354   | 360     |

## Carabina em 3 posições 50 m masculino
| Evento                                               | Vagas | Nação               | Atleta qualificado   | Competidor anunciado |
| ---------------------------------------------------- | ----- | ------------------- | -------------------- | -------------------- |
| País-sede                                            | 1     | JPN Japão           | —                    | Takayuki Matsumoto   |
| Campeonato Mundial de 2018                           | 4     | POL Polônia         | Tomasz Bartnik       |                      |
| Campeonato Mundial de 2018                           | 4     | USA Estados Unidos  | Michael McPhail      |                      |
| Campeonato Mundial de 2018                           | 4     | NOR Noruega         | Henrik Larsen        |                      |
| Campeonato Mundial de 2018                           | 4     | CHN China           | Yang Haoran          | Zhang Changhong      |
| Campeonato das Américas de 2018                      | 1     | USA Estados Unidos  | George Norton        |                      |
| Copa do Mundo da ISSF de 2019 # 1                    | 2     | HUN Hungria         | István Péni          |                      |
| Copa do Mundo da ISSF de 2019 # 1                    | 2     | ITA Itália          | Marco de Nicolo      |                      |
| Copa do Mundo da ISSF de 2019 # 4                    | 2     | CZE República Checa | Filip Nepejchal      |                      |
| Copa do Mundo da ISSF de 2019 # 4                    | 2     | CHN China           | Zhao Zhonghao        | Zhao Zhonghao        |
| Copa do Mundo da ISSF de 2019 # 6                    | 2     | KOR Coreia do Sul   | Kim Jong-hyun        | Kim Sang-do          |
| Copa do Mundo da ISSF de 2019 # 6                    | 2     | SRB Sérvia          | Milutin Stefanović   |                      |
| Jogos Europeus de 2019                               | 1     | BLR Bielorrússia    | Yury Shcherbatsevich |                      |
| Jogos Pan-Americanos de 2019                         | 2     | MEX México          | José Luis Sánchez    | José Luis Sánchez    |
| Jogos Pan-Americanos de 2019                         | 2     | ARG Argentina       | Alexis Eberhardt     | Alexis Eberhardt     |
| Copa do Mundo da ISSF de 2019 # 8                    | 2     | IND Índia           | Sanjeev Rajput       | Sanjeev Rajput       |
| Copa do Mundo da ISSF de 2019 # 8                    | 2     | NOR Noruega         | Simon Claussen       |                      |
| Campeonato Europeu de Eventos de 25 m e 50 m de 2019 | 2     | CZE República Checa | Petr Nymburský       |                      |
| Campeonato Europeu de Eventos de 25 m e 50 m de 2019 | 2     | ITA Itália          | Lorenzo Bacci        |                      |
| Campeonato da Oceania de 2019                        | 1     | AUS Austrália       | Jack Rossiter        | Jack Rossiter        |
| Campeonato Asiático de 2019                          | 3     | IND Índia           | Aishwary Tomar       | Aishwary Tomar       |
| Campeonato Asiático de 2019                          | 3     | IRI Irã             | Mahyar Sedaghat      |                      |
| Campeonato Asiático de 2019                          | 3     | KAZ Cazaquistão     | Yuriy Yurkov         | Yuriy Yurkov         |
| Campeonato Africano de 2019                          | 1     | EGY Egito           | Osama El-Saeid       |                      |
| Campeonato Europeu de Eventos de 25 m e 50 m de 2021 | 1     | LTU Lituânia        | Karolis Girulis      |                      |
| Ranking Olímpico Mundial da ISSF                     | 1     | DEN Dinamarca       | —                    | Steffen Olsen        |
| Convite da Comissão Tripartite                       | 1     | OMA Omã             | —                    | Hamed Said Al-Khatri |
| Realocação de vagas não utilizadas[d]                | 1     | VEN Venezuela       | Julio Iemma          |                      |
| Total                                                | 29    |                     |                      |                      |

## Carabina de ar 10 m masculino
| Evento                                        | Vagas | Nação               | Atleta qualificado    | Competidor anunciado  |
| --------------------------------------------- | ----- | ------------------- | --------------------- | --------------------- |
| Campeonato Mundial de 2018                    | 4     | RUS Rússia          | Sergey Kamenskiy      |                       |
| Campeonato Mundial de 2018                    | 4     | CRO Croácia         | Petar Gorša           |                       |
| Campeonato Mundial de 2018                    | 4     | CRO Croácia         | Miran Maričić         |                       |
| Campeonato Mundial de 2018                    | 4     | CHN China           | Hui Zicheng           | Yang Haoran           |
| Campeonato das Américas de 2018               | 1     | USA Estados Unidos  | Dempster Christenson  | Will Shaner           |
| Copa do Mundo da ISSF de 2019 # 1             | 2     | CHN China           | Liu Yukun             |                       |
| Copa do Mundo da ISSF de 2019 # 1             | 2     | AUT Áustria         | Martin Strempfl       |                       |
| Copa do Mundo da ISSF de 2019 # 4             | 2     | IND Índia           | Divyansh Singh Panwar | Divyansh Singh Panwar |
| Copa do Mundo da ISSF de 2019 # 4             | 2     | RUS Rússia          | Grigory Shamakov      |                       |
| Copa do Mundo da ISSF de 2019 # 6             | 2     | UKR Ucrânia         | Oleh Tsarkov          |                       |
| Copa do Mundo da ISSF de 2019 # 6             | 2     | ITA Itália          | Marco Suppini         |                       |
| Jogos Europeus de 2019                        | 1     | ISR Israel          | Sergey Richter        | Sergey Richter        |
| Jogos Pan-Americanos de 2019                  | 2     | USA Estados Unidos  | Lucas Kozeniesky      | Lucas Kozeniesky      |
| Jogos Pan-Americanos de 2019                  | 2     | MEX México          | Edson Ramírez         | Edson Ramírez         |
| Copa do Mundo da ISSF de 2019 # 8             | 2     | SVK Eslováquia      | Patrik Jány           |                       |
| Copa do Mundo da ISSF de 2019 # 8             | 2     | AUS Austrália       | Dane Sampson          | Dane Sampson          |
| Campeonato da Oceania de 2019                 | 1     | AUS Austrália       | Alex Hoberg           | Alex Hoberg           |
| Campeonato Asiático de 2019                   | 3     | IND Índia           | Deepak Kumar          | Deepak Kumar          |
| Campeonato Asiático de 2019                   | 3     | TPE Taipé Chinês    | Lu Shao-chuan         |                       |
| Campeonato Asiático de 2019                   | 3     | JPN Japão           | Masaya Endō           | Naoya Okada           |
| Campeonato Africano de 2019                   | 1     | EGY Egito           | Youssef Makkar        |                       |
| Campeonato Europeu de Eventos de 10 m de 2020 | 2     | HUN Hungria         | Péter Sidi            |                       |
| Campeonato Europeu de Eventos de 10 m de 2020 | 2     | TUR Turquia         | Ömer Akgün            | Ömer Akgün            |
| Campeonato Europeu de Eventos de 10 m de 2021 | 2     | SRB Sérvia          | Milenko Sebić         |                       |
| Campeonato Europeu de Eventos de 10 m de 2021 | 2     | CZE República Checa | David Hrčkulák        |                       |
| Ranking Olímpico Mundial da ISSF              | 1     | KOR Coreia do Sul   | —                     | Nam Tae-yun           |
| Convite da Comissão Tripartite                | 3     | AFG Afeganistão     | —                     | Mahdi Shojaei         |
| Convite da Comissão Tripartite                | 3     | BAN Bangladesh      | —                     | Abdullah Hel Baki     |
| Convite da Comissão Tripartite                | 3     | KOS Kosovo          | —                     | Drilon Ibrahimi       |
| Realocação de vagas não utilizadas[c]         | 1     | NED Países Baixos   | Peter Hellenbrand     |                       |
| Total                                         | 30    |                     |                       |                       |

## Pistola rápida 25 m masculino
| Evento                                               | Vagas | Nação              | Atleta qualificado         | Competidor anunciado   |
| ---------------------------------------------------- | ----- | ------------------ | -------------------------- | ---------------------- |
| Campeonato Mundial de 2018                           | 4     | CHN China          | Lin Junmin                 | Lin Junmin             |
| Campeonato Mundial de 2018                           | 4     | CHN China          | Zhang Jian                 | Li Yuehong             |
| Campeonato Mundial de 2018                           | 4     | FRA França         | Jean Quiquampoix           | Jean Quiquampoix       |
| Campeonato Mundial de 2018                           | 4     | RUS Rússia         | Alexei Klimov              |                        |
| Campeonato das Américas de 2018                      | 1     | CUB Cuba           | Leuris Pupo                |                        |
| Copa do Mundo da ISSF de 2019 # 4[a]                 | 3     | GER Alemanha       | Oliver Geis                |                        |
| Copa do Mundo da ISSF de 2019 # 4[a]                 | 3     | USA Estados Unidos | Henry Leverett             | Keith Sanderson        |
| Copa do Mundo da ISSF de 2019 # 4[a]                 | 3     | UKR Ucrânia        | Oleksandr Petriv           |                        |
| Copa do Mundo da ISSF de 2019 # 6[a]                 | 3     | FRA França         | Clément Bessaguet          | Clément Bessaguet      |
| Copa do Mundo da ISSF de 2019 # 6[a]                 | 3     | RUS Rússia         | Alexander Alifirenko       |                        |
| Copa do Mundo da ISSF de 2019 # 6[a]                 | 3     | GER Alemanha       | Christian Reitz            |                        |
| Jogos Europeus de 2019                               | 1     | TUR Turquia        | Özgür Varlık               | Özgür Varlık           |
| Jogos Pan-Americanos de 2019                         | 2     | CUB Cuba           | Jorge Álvarez              |                        |
| Jogos Pan-Americanos de 2019                         | 2     | PER Peru           | Marko Carrillo             | Marko Carrillo         |
| Copa do Mundo da ISSF de 2019 # 8                    | 2     | PAK Paquistão      | Muhammad Khalil Akhtar     | Muhammad Khalil Akhtar |
| Copa do Mundo da ISSF de 2019 # 8                    | 2     | KOR Coreia do Sul  | Kim Jun-hong               | Han Dae-yoon           |
| Campeonato Europeu de Eventos de 25 m e 50 m de 2019 | 2     | ITA Itália         | Riccardo Mazzetti          |                        |
| Campeonato Europeu de Eventos de 25 m e 50 m de 2019 | 2     | AZE Azerbaijão     | Ruslan Lunev               | Ruslan Lunev           |
| Campeonato da Oceania de 2019                        | 1     | AUS Austrália      | Sergei Evglevski           | Sergei Evglevski       |
| Campeonato Asiático de 2019                          | 4     | JPN Japão          | Teruyoshi Akiyama          |                        |
| Campeonato Asiático de 2019                          | 4     | KOR Coreia do Sul  | Song Jong-ho               | Song Jong-ho           |
| Campeonato Asiático de 2019                          | 4     | PAK Paquistão      | Ghulam Mustafa Bashir      | Ghulam Mustafa Bashir  |
| Campeonato Asiático de 2019                          | 4     | THA Tailândia      | Isaranuudom Phurihiranphat |                        |
| Campeonato Europeu de Eventos de 25 m e 50 m de 2021 | 1     | ITA Itália         | Tommaso Chelli             |                        |
| Ranking Olímpico da ISSF                             | 1     | EST Estônia        | —                          | Peeter Olesk           |
| Realocação de vagas não utilizadas[c][e]             | 2     | COL Colômbia       | Bernardo Tobar Jr          | Bernardo Tobar Jr      |
| Realocação de vagas não utilizadas[c][e]             | 2     | HKG Hong Kong      | Chen Haohui                |                        |
| Total                                                | 27    |                    |                            |                        |

## Pistola de ar 10 m masculino
| Evento                                        | Vagas | Nação                  | Atleta qualificado    | Competidor anunciado |
| --------------------------------------------- | ----- | ---------------------- | --------------------- | -------------------- |
| País-sede                                     | 1     | JPN Japão              | —                     |                      |
| Campeonato Mundial de 2018                    | 4     | KOR Coreia do Sul      | Jin Jong-oh           | Jin Jong-oh          |
| Campeonato Mundial de 2018                    | 4     | RUS Rússia             | Artem Chernousov      |                      |
| Campeonato Mundial de 2018                    | 4     | KOR Coreia do Sul      | Lee Dae-myung         | Kim Mo-se            |
| Campeonato Mundial de 2018                    | 4     | UKR Ucrânia            | Pavlo Korostylov      |                      |
| Campeonato das Américas de 2018               | 1     | USA Estados Unidos     | James Hall            | James Hall           |
| Copa do Mundo da ISSF de 2019 # 1             | 2     | IND Índia              | Saurabh Chaudhary     | Saurabh Chaudhary    |
| Copa do Mundo da ISSF de 2019 # 1             | 2     | SRB Sérvia             | Damir Mikec           |                      |
| Copa do Mundo da ISSF de 2019 # 4             | 2     | IND Índia              | Abhishek Verma        | Abhishek Verma       |
| Copa do Mundo da ISSF de 2019 # 4             | 2     | MGL Mongólia           | Enkhtaivany Davaakhüü |                      |
| Copa do Mundo da ISSF de 2019 # 6             | 2     | CHN China              | Pang Wei              | Pang Wei             |
| Copa do Mundo da ISSF de 2019 # 6             | 2     | CHN China              | Wu Jiayu              | Zhang Bowen          |
| Jogos Europeus de 2019                        | 1     | UKR Ucrânia            | Oleh Omelchuk         |                      |
| Jogos Pan-Americanos de 2019                  | 2     | CUB Cuba               | Jorge Grau            |                      |
| Jogos Pan-Americanos de 2019                  | 2     | USA Estados Unidos     | Nickolaus Mowrer      | Nickolaus Mowrer     |
| Copa do Mundo da ISSF de 2019 # 8             | 2     | TUR Turquia            | İsmail Keleş          | İsmail Keleş         |
| Copa do Mundo da ISSF de 2019 # 8             | 2     | TUR Turquia            | Yusuf Dikeç           | Yusuf Dikeç          |
| Campeonato da Oceania de 2019                 | 1     | AUS Austrália          | Bailey Groves         | Daniel Repacholi     |
| Campeonato Asiático de 2019                   | 2     | IRI Irã                | Javad Foroughi        |                      |
| Campeonato Asiático de 2019                   | 2     | PAK Paquistão          | Gulfam Joseph         | Gulfam Joseph        |
| Campeonato Africano de 2019                   | 2     | TUN Tunísia            | Ala Al-Othmani        |                      |
| Campeonato Africano de 2019                   | 2     | EGY Egito              | Samy Abdel Razek      |                      |
| Campeonato Europeu de Eventos de 10 m de 2020 | 2     | ITA Itália             | Paolo Monna           |                      |
| Campeonato Europeu de Eventos de 10 m de 2020 | 2     | SVK Eslováquia         | Juraj Tužinský        |                      |
| Campeonato Europeu de Eventos de 10 m de 2021 | 1     | RUS Rússia             | Vadim Mukhametyanov   |                      |
| Ranking Olímpico Mundial da ISSF              | 1     | BRA Brasil             | —                     | Felipe Almeida Wu    |
| Convite da Comissão Tripartite                | 4     | ARU Aruba              | —                     | Philip Elhage        |
| Convite da Comissão Tripartite                | 4     | MYA Mianmar            | —                     | Ye Tun Naung         |
| Convite da Comissão Tripartite                | 4     | NCA Nicarágua          | —                     | Edwin Barberena      |
| Convite da Comissão Tripartite                | 4     | MKD Macedônia do Norte | —                     | Borjan Brankovski    |
| Realocação de vagas não utilizadas[g]         | 1     | VIE Vietnã             | Trần Quốc Cường       | Trần Quốc Cường      |
| Total                                         | 31    |                        |                       |                      |

## Fossa olímpica masculino
| Evento                                   | Vagas | Nação               | Atleta qualificado    | Competidor anunciado  |
| ---------------------------------------- | ----- | ------------------- | --------------------- | --------------------- |
| País-sede                                | 1     | JPN Japão           | —                     | Shigetaka Oyama       |
| Campeonato Mundial de 2018               | 4     | ESP Espanha         | Alberto Fernández     |                       |
| Campeonato Mundial de 2018               | 4     | SVK Eslováquia      | Erik Varga            |                       |
| Campeonato Mundial de 2018               | 4     | KUW Kuwait          | Abdulrahman Al-Faihan |                       |
| Campeonato Mundial de 2018               | 4     | AUS Austrália       | James Willett         | James Willett         |
| Campeonato das Américas de 2018          | 2     | PER Peru            | Alessandro de Souza   | Alessandro de Souza   |
| Campeonato das Américas de 2018          | 2     | MEX México          | Jorge Orozco          | Jorge Orozco          |
| Copa do Mundo da ISSF de 2019 # 2        | 2     | EGY Egito           | Ahmed Zaher           |                       |
| Copa do Mundo da ISSF de 2019 # 2        | 2     | CHN China           | Yu Haicheng           |                       |
| Copa do Mundo da ISSF de 2019 # 3        | 2     | CRO Croácia         | Josip Glasnović       |                       |
| Copa do Mundo da ISSF de 2019 # 3        | 2     | THA Tailândia       | Savate Sresthaporn    |                       |
| Copa do Mundo da ISSF de 2019 # 5        | 2     | CYP Chipre          | Andreas Makri         | Andreas Makri         |
| Copa do Mundo da ISSF de 2019 # 5        | 2     | GBR Grã-Bretanha    | Matthew Coward-Holley | Matthew Coward-Holley |
| Jogos Europeus de 2019                   | 1     | CZE República Checa | David Kostelecký      |                       |
| Jogos Pan-Americanos de 2019             | 2     | USA Estados Unidos  | Brian Burrows         | Brian Burrows         |
| Jogos Pan-Americanos de 2019             | 2     | USA Estados Unidos  | Derek Haldeman        | Derrick Mein          |
| Copa do Mundo da ISSF de 2019 # 7        | 2     | RUS Rússia          | Alexey Alipov         |                       |
| Copa do Mundo da ISSF de 2019 # 7        | 2     | POR Portugal        | João Azevedo          |                       |
| Campeonato Europeu de Espingarda de 2019 | 2     | CZE República Checa | Jiří Lipták           |                       |
| Campeonato Europeu de Espingarda de 2019 | 2     | GBR Grã-Bretanha    | Aaron Heading         | Aaron Heading         |
| Campeonato da Oceania de 2019            | 1     | AUS Austrália       | Mitchell Iles         | Thomas Grice          |
| Campeonato Asiático de 2019              | 3     | KUW Kuwait          | Talal Al-Rashidi      |                       |
| Campeonato Asiático de 2019              | 3     | TPE Taipé Chinês    | Yang Kun-pi           |                       |
| Campeonato Asiático de 2019              | 3     | QAT Catar           | Mohammed Al-Rumaihi   |                       |
| Campeonato Africano de 2019              | 1     | EGY Egito           | Abdel-Aziz Mehelba    |                       |
| Campeonato Europeu de Espingarda de 2021 | 1     | ITA Itália          | Mauro De Filippis     |                       |
| Ranking Olímpico da ISSF                 | 1     | GER Alemanha        | —                     | Andreas Loew          |
| Convite da Comissão Tripartite           | 1     | SMR San Marino      | —                     | Gian Marco Berti      |
| Realocação de vaga não utilizada         | 1     | IRL Irlanda         | Derek Burnett         |                       |
| Total                                    | 29    |                     |                       |                       |

## Skeet masculino
| Evento                                   | Vagas | Nação                      | Atleta qualificado    | Competidor anunciado  |
| ---------------------------------------- | ----- | -------------------------- | --------------------- | --------------------- |
| País-sede                                | 1     | JPN Japão                  | —                     | Hiroyuki Ikawa        |
| Campeonato Mundial de 2018               | 4     | USA Estados Unidos         | Vincent Hancock       | Vincent Hancock       |
| Campeonato Mundial de 2018               | 4     | NOR Noruega                | Erik Watndal          |                       |
| Campeonato Mundial de 2018               | 4     | ITA Itália                 | Riccardo Filippelli   | Tammaro Cassandro     |
| Campeonato Mundial de 2018               | 4     | FRA França                 | Emmanuel Petit        | Emmanuel Petit        |
| Campeonato das Américas de 2018          | 1     | USA Estados Unidos         | Frank Thompson        | Phillip Jungman       |
| Copa do Mundo da ISSF de 2019 # 2        | 2     | ITA Itália                 | Gabriele Rossetti     | Gabriele Rossetti     |
| Copa do Mundo da ISSF de 2019 # 2        | 2     | CZE República Checa        | Jakub Tomeček         |                       |
| Copa do Mundo da ISSF de 2019 # 3        | 2     | KUW Kuwait                 | Mansour Al-Rashidi    |                       |
| Copa do Mundo da ISSF de 2019 # 3        | 2     | DEN Dinamarca              | Jesper Hansen         | Jesper Hansen         |
| Copa do Mundo da ISSF de 2019 # 5        | 2     | KOR Coreia do Sul          | Kang Hyun-suk         | Lee Jong-jun          |
| Copa do Mundo da ISSF de 2019 # 5        | 2     | FIN Finlândia              | Lari Pesonen          |                       |
| Jogos Europeus de 2019                   | 1     | SWE Suécia                 | Stefan Nilsson        | Stefan Nilsson        |
| Jogos Pan-Americanos de 2019             | 2     | GUA Guatemala              | Juan Schaeffer        | Juan Schaeffer        |
| Jogos Pan-Americanos de 2019             | 2     | PER Peru                   | Nicolás Pacheco       | Nicolás Pacheco       |
| Copa do Mundo da ISSF de 2019 # 7        | 2     | FRA França                 | Éric Delaunay         | Éric Delaunay         |
| Copa do Mundo da ISSF de 2019 # 7        | 2     | EGY Egito                  | Azmy Mehelba          |                       |
| Campeonato Europeu de Espingarda de 2019 | 2     | GRE Grécia                 | Nikolaos Mavrommatis  | Nikolaos Mavrommatis  |
| Campeonato Europeu de Espingarda de 2019 | 2     | CYP Chipre                 | Dimitris Konstantinou | Dimitris Konstantinou |
| Campeonato da Oceania de 2019            | 1     | AUS Austrália              | Paul Adams            | Paul Adams            |
| Campeonato Asiático de 2019              | 3     | IND Índia                  | Angad Bajwa           | Angad Bajwa           |
| Campeonato Asiático de 2019              | 3     | IND Índia                  | Mairaj Ahmad Khan     | Mairaj Ahmad Khan     |
| Campeonato Asiático de 2019              | 3     | KUW Kuwait                 | Saud Habib            |                       |
| Campeonato Africano de 2019              | 1     | EGY Egito                  | Mostafa Hamdy         |                       |
| Campeonato Europeu de Espingarda de 2021 | 2     | CYP Chipre                 | Georgios Achilleos    | Georgios Achilleos    |
| Campeonato Europeu de Espingarda de 2021 | 2     | FIN Finlândia              | Eetu Kallioinen       |                       |
| Ranking Olímpico Mundial da ISSF         | 1     | ARG Argentina              | —                     | Federico Gil          |
| Realocação de vagas não utilizadas       | 2     | KSA Arábia Saudita         | Saeid Al-Mutairi      | Saeid Al-Mutairi      |
| Realocação de vagas não utilizadas       | 2     | UAE Emirados Árabes Unidos | Saif Bin Futtais      | Saif Bin Futtais      |
| Total                                    | 29    |                            |                       |                       |

## Carabina em 3 posições 50 m feminino
| Evento                                               | Vagas | Nação              | Atleta qualificada    | Competidora anunciada |
| ---------------------------------------------------- | ----- | ------------------ | --------------------- | --------------------- |
| Campeonato Mundial de 2018                           | 4     | RUS Rússia         | Yulia Karimova        |                       |
| Campeonato Mundial de 2018                           | 4     | GER Alemanha       | Isabella Straub       |                       |
| Campeonato Mundial de 2018                           | 4     | CRO Croácia        | Snježana Pejčić       |                       |
| Campeonato Mundial de 2018                           | 4     | GBR Grã-Bretanha   | Seonaid McIntosh      | Seonaid McIntosh      |
| Campeonato das Américas de 2018                      | 1     | USA Estados Unidos | Sarah Beard           |                       |
| Copa do Mundo da ISSF de 2019 # 1                    | 2     | SUI Suíça          | Nina Christen         |                       |
| Copa do Mundo da ISSF de 2019 # 1                    | 2     | CHN China          | Shi Mengyao           | Shi Mengyao           |
| Copa do Mundo da ISSF de 2019 # 4                    | 2     | KOR Coreia do Sul  | Bae Sang-hee          |                       |
| Copa do Mundo da ISSF de 2019 # 4                    | 2     | NOR Noruega        | Jeanette Hegg Duested |                       |
| Copa do Mundo da ISSF de 2019 # 6                    | 2     | RUS Rússia         | Yulia Zykova          |                       |
| Copa do Mundo da ISSF de 2019 # 6                    | 2     | NOR Noruega        | Katrine Lund          |                       |
| Jogos Europeus de 2019                               | 1     | SRB Sérvia         | Sanja Vukašinović     |                       |
| Jogos Pan-Americanos de 2019                         | 2     | CUB Cuba           | Eglis Yaima Cruz      |                       |
| Jogos Pan-Americanos de 2019                         | 2     | USA Estados Unidos | Virginia Thrasher     |                       |
| Copa do Mundo da ISSF de 2019 # 8                    | 2     | KOR Coreia do Sul  | Kim Je-hee            | Cho Eun-young         |
| Copa do Mundo da ISSF de 2019 # 8                    | 2     | CHN China          | Pei Ruijiao           | Chen Dongqi           |
| Campeonato Europeu de Eventos de 25 m e 50 m de 2019 | 2     | BLR Bielorrússia   | Maria Martynova       |                       |
| Campeonato Europeu de Eventos de 25 m e 50 m de 2019 | 2     | DEN Dinamarca      | Stine Nielsen         |                       |
| Campeonato da Oceania de 2019                        | 1     | AUS Austrália      | Emma Adams            | Katarina Kowplos      |
| Campeonato Asiático de 2019                          | 3     | JPN Japão          | Shiori Hirata         | Shiori Hirata         |
| Campeonato Asiático de 2019                          | 3     | IND Índia          | Tejaswini Sawant      | Tejaswini Sawant      |
| Campeonato Asiático de 2019                          | 3     | IRI Irã            | Fatemeh Karamzadeh    |                       |
| Campeonato Africano de 2019                          | 1     | EGY Egito          | Merna Tayee           |                       |
| Campeonato Europeu de Eventos de 25 m e 50 m de 2021 | 1     | ITA Itália         | Sofia Ceccarello      |                       |
| Ranking Olímpico Mundial da ISSF                     | 1     | SLO Eslovênia      | —                     | Živa Dvoršak          |
| Troca de vagas                                       | 1     | IND Índia          | —                     | Anjum Moudgil[f]      |
| Realocação de vagas não utilizadas[c][d]             | 3     | MAS Malásia        | Nur Mohammed Taibi    | Nur Mohammed Taibi    |
| Realocação de vagas não utilizadas[c][d]             | 3     | PUR Porto Rico     | Yarimar Mercado       |                       |
| Realocação de vagas não utilizadas[c][d]             | 3     | UZB Uzbequistão    | Elena Kuznetsova      |                       |
| Total                                                | 29    |                    |                       |                       |

## Carabina de ar 10 m feminino
| Evento                                        | Vagas | Nação               | Atleta qualificada   | Competidora anunciada |
| --------------------------------------------- | ----- | ------------------- | -------------------- | --------------------- |
| Pais-sede                                     | 1     | JPN Japão           | —                    | Haruka Nakaguchi      |
| Campeonato Mundial de 2018                    | 4     | KOR Coreia do Sul   | Im Ha-na             | Kwon Eun-ji           |
| Campeonato Mundial de 2018                    | 4     | IND Índia           | Anjum Moudgil        | Elavenil Valarivan    |
| Campeonato Mundial de 2018                    | 4     | KOR Coreia do Sul   | Jung Eun-hea         | Park Hee-moon         |
| Campeonato Mundial de 2018                    | 4     | IND Índia           | Apurvi Chandela      | Apurvi Chandela       |
| Campeonato das Américs de 2018                | 1     | USA Estados Unidos  | Minden Miles         | Mary Tucker           |
| Copa do Mundo da ISSF de 2019 # 1             | 2     | CHN China           | Zhao Ruozhu          | Yang Qian             |
| Copa do Mundo da ISSF de 2019 # 1             | 2     | CHN China           | Xu Hong              | Wang Luyao            |
| Copa do Mundo da ISSF de 2019 # 4             | 2     | IRI Irã             | Najmeh Khedmati      |                       |
| Copa do Mundo da ISSF de 2019 # 4             | 2     | DEN Dinamarca       | Anna Nielsen         |                       |
| Copa do Mundo da ISSF de 2019 # 6             | 2     | ROU Romênia         | Laura-Georgeta Coman | Laura-Georgeta Coman  |
| Copa do Mundo da ISSF de 2019 # 6             | 2     | HUN Hungria         | Eszter Mészáros      |                       |
| Jogos Europeus de 2019                        | 1     | CZE República Checa | Nikola Mazurová      |                       |
| Jogos Pan-Americanos de 2019                  | 2     | USA Estados Unidos  | Alison Weisz         | Alison Weisz          |
| Jogos Pan-Americanos de 2019                  | 2     | ARG Argentina       | Fernanda Russo       | Fernanda Russo        |
| Copa do Mundo da ISSF de 2019 # 8             | 2     | TPE Taipé Chinês    | Lin Ying-shin        |                       |
| Copa do Mundo da ISSF de 2019 # 8             | 2     | IRI Irã             | Armina Sadeghian     |                       |
| Campeonato da Oceania de 2019                 | 1     | AUS Austrália       | Victoria Rossiter    | Elise Collier         |
| Campeonato Asiático de 2019                   | 3     | SGP Singapura       | Tessa Neo            |                       |
| Campeonato Asiático de 2019                   | 3     | MGL Mongólia        | Oyuunbatyn Yesügen   |                       |
| Campeonato Asiático de 2019                   | 3     | INA Indonésia       | Vidya Rafika Toyyiba | Vidya Rafika Toyyiba  |
| Campeonato Africano de 2019                   | 1     | ALG Argélia[b]      | Houda Chaabi         |                       |
| Campeonato Europeu de Eventos de 10 m de 2020 | 2     | RUS Rússia          | Anastasiia Galashina |                       |
| Campeonato Europeu de Eventos de 10 m de 2020 | 2     | SRB Sérvia          | Andrea Arsović       |                       |
| Campeonato Europeu de Eventos de 10 m de 2021 | 2     | FRA França          | Oceanne Muller       |                       |
| Campeonato Europeu de Eventos de 10 m de 2021 | 2     | BEL Bélgica         | Jessie Kaps          |                       |
| Ranking Olímpico da ISSF                      | 1     | POL Polônia         | —                    | Aneta Stankiewicz     |
| Convite da Comissão Tripartite                | 3     | BHU Butão           | —                    | Lenchu Kunzang        |
| Convite da Comissão Tripartite                | 3     | NEP Nepal           | —                    | Kalpana Pariya        |
| Convite da Comissão Tripartite                | 3     | SRI Sri Lanka       | —                    | Tehani Egodawela      |
| Total                                         | 30    |                     |                      |                       |

## Pistola 25 m feminino
| Evento                                               | Vagas | Nação              | Atleta qualificada     | Competidora anunciada |
| ---------------------------------------------------- | ----- | ------------------ | ---------------------- | --------------------- |
| País-sede                                            | 1     | JPN Japão          | —                      |                       |
| Campeonato Mundial de 2018                           | 4     | UKR Ucrânia        | Olena Kostevych        |                       |
| Campeonato Mundial de 2018                           | 4     | RUS Rússia         | Vitalina Batsarashkina |                       |
| Campeonato Mundial de 2018                           | 4     | GER Alemanha       | Doreen Vennekamp       |                       |
| Campeonato Mundial de 2018                           | 4     | TPE Taipé Chinês   | Tien Chia-chen         |                       |
| Campeonato das Américas de 2018                      | 1     | USA Estados Unidos | Alexis Lagan           | Alexis Lagan          |
| Copa do Mundo da ISSF de 2019 # 1                    | 2     | HUN Hungria        | Veronika Major         |                       |
| Copa do Mundo da ISSF de 2019 # 1                    | 2     | CHN China          | Zhang Jingjing         |                       |
| Copa do Mundo da ISSF de 2019 # 4                    | 2     | BUL Bulgária       | Maria Grozdeva         |                       |
| Copa do Mundo da ISSF de 2019 # 4                    | 2     | GER Alemanha       | Monika Karsch          |                       |
| Copa do Mundo da ISSF de 2019 # 6                    | 2     | IND Índia          | Rahi Sarnobat          | Rahi Sarnobat         |
| Copa do Mundo da ISSF de 2019 # 6                    | 2     | BUL Bulgária       | Antoaneta Boneva       |                       |
| Jogos Europeus de 2019                               | 1     | SUI Suíça          | Heidi Diethelm Gerber  |                       |
| Jogos Pan-Americanos de 2019                         | 2     | USA Estados Unidos | Sandra Uptagrafft      | Sandra Uptagrafft     |
| Jogos Pan-Americanos de 2019                         | 2     | ECU Equador        | Diana Durango          | Diana Durango         |
| Copa do Mundo da ISSF de 2019 # 8                    | 2     | CHN China          | Xiong Yaxuan           | Xiong Yaxuan          |
| Copa do Mundo da ISSF de 2019 # 8                    | 2     | KOR Coreia do Sul  | Kim Jang-mi            | Kim Min-jung          |
| Campeonato Europeu de Eventos de 25 m e 50 m de 2019 | 2     | FRA França         | Mathilde Lamolle       | Mathilde Lamolle      |
| Campeonato Europeu de Eventos de 25 m e 50 m de 2019 | 2     | FRA França         | Celine Goberville      | Celine Goberville     |
| Campeonato da Oceania de 2019                        | 1     | AUS Austrália      | Elena Galiabovitch     | Elena Galiabovitch    |
| Campeonato Asiático de 2019                          | 4     | THA Tailândia      | Naphaswan Yangpaiboon  |                       |
| Campeonato Asiático de 2019                          | 4     | MGL Mongólia       | Otryadyn Gündegmaa     |                       |
| Campeonato Asiático de 2019                          | 4     | IND Índia          | Chinki Yadav[f]        | —                     |
| Campeonato Asiático de 2019                          | 4     | THA Tailândia      | Tanyaporn Prucksakorn  |                       |
| Campeonato Africano de 2019                          | 1     | TUN Tunísia        | Olfa Charni            |                       |
| Campeonato Europeu de Eventos de 25 m e 50 m de 2021 | 1     | RUS Rússia         | Margarita Lomova       |                       |
| Ranking Olímpico Mundial da ISSF                     | 1     | LAT Letônia        | —                      | Agate Rašmane         |
| Convite da Comissão Tripartite                       | 1     | MLT Malta          | —                      | Eleanor Bezzina       |
| Total                                                | 27    |                    |                        |                       |

## Pistola de ar 10 m feminino
| Evento                                        | Vagas | Nação                             | Atleta qualificada        | Competidora anunciada |
| --------------------------------------------- | ----- | --------------------------------- | ------------------------- | --------------------- |
| Campeonato Mundial de 2018                    | 4     | GRE Grécia                        | Anna Korakaki             | Anna Korakaki         |
| Campeonato Mundial de 2018                    | 4     | SRB Sérvia                        | Zorana Arunović           |                       |
| Campeonato Mundial de 2018                    | 4     | KOR Coreia do Sul                 | Kim Bo-mi                 | Kim Bo-mi             |
| Campeonato Mundial de 2018                    | 4     | CHN China                         | Wang Qian                 | Jiang Ranxin          |
| Campeonato das Américas de 2018               | 1     | CAN Canadá                        | Lynda Kiejko              | Lynda Kiejko          |
| Copa do Mundo da ISSF de 2019 # 1             | 2     | TPE Taipé Chinês                  | Wu Chia-ying              |                       |
| Copa do Mundo da ISSF de 2019 # 1             | 2     | KOR Coreia do Sul                 | Kim Min-jung              | Choo Ga-eun           |
| Copa do Mundo da ISSF de 2019 # 4             | 2     | GEO Geórgia                       | Nino Salukvadze           | Nino Salukvadze       |
| Copa do Mundo da ISSF de 2019 # 4             | 2     | MGL Mongólia                      | Tsolmonbaatariin Anudarii |                       |
| Copa do Mundo da ISSF de 2019 # 6             | 2     | CHN China                         | Qian Wei                  | Lin Yuemei            |
| Copa do Mundo da ISSF de 2019 # 6             | 2     | IND Índia                         | Manu Bhaker               | Manu Bhaker           |
| Jogos Europeus de 2019                        | 1     | POL Polônia                       | Klaudia Breś              |                       |
| Jogos Pan-Americanos de 2019                  | 2     | CUB Cuba                          | Laina Pérez               |                       |
| Jogos Pan-Americanos de 2019                  | 2     | ECU Equador                       | Andrea Pérez Peña         | Andrea Pérez Peña     |
| Copa do Mundo da ISSF de 2019 # 8             | 2     | IND Índia                         | Yashaswini Deswal         | Yashaswini Deswal     |
| Copa do Mundo da ISSF de 2019 # 8             | 2     | SRB Sérvia                        | Jasmina Milovanović       |                       |
| Campeonato da Oceania de 2019                 | 1     | AUS Austrália                     | Dina Aspandiyarova        | Dina Aspandiyarova    |
| Campeonato Asiático de 2019                   | 2     | IRI Irã                           | Hanieh Rostamian          |                       |
| Campeonato Asiático de 2019                   | 2     | JPN Japão                         | Satoko Yamada             | Satoko Yamada         |
| Campeonato Africano de 2019                   | 2     | EGY Egito                         | Radwa Abdel Latif         |                       |
| Campeonato Africano de 2019                   | 2     | EGY Egito                         | Meskat Aly                |                       |
| Campeonato Europeu de Eventos de 10 m de 2020 | 2     | AUT Áustria                       | Sylvia Steiner            |                       |
| Campeonato Europeu de Eventos de 10 m de 2020 | 2     | BUL Bulgária                      | Miroslava Mincheva        |                       |
| Campeonato Europeu de Eventos de 10 m de 2021 | 1     | GER Alemanha                      | Carina Wimmer             |                       |
| Ranking Olímpico Mundial da ISSF              | 1     | BLR Bielorrússia                  | —                         | Viktoria Chaika       |
| Convite da Comissão Tripartite                | 3     | ALB Albânia                       | —                         | Manuela Delilaj       |
| Convite da Comissão Tripartite                | 3     | IRQ Iraque                        | —                         | Fatimah Al-Kaabi      |
| Convite da Comissão Tripartite                | 3     | YEM Iêmen                         | —                         | Yasameen Al-Raimi     |
| Convite especial                              | 1     | ROT Equipe Olímpica de Refugiados | —                         | Luna Solomon          |
| Realocação de vagas não utilizadas[c][g]      | 2     | ARM Armênia                       | Elmira Karapetyan         |                       |
| Realocação de vagas não utilizadas[c][g]      | 2     | URU Uruguai                       | Julieta Mautone           |                       |
| Total                                         | 31    |                                   |                           |                       |

## Fossa olimpica feminino
| Evento                                   | Vagas | Nação              | Atleta qualificada  | Competidora anunciada |
| ---------------------------------------- | ----- | ------------------ | ------------------- | --------------------- |
| Campeonato Mundial de 2018               | 4     | SVK Eslováquia     | Zuzana Štefečeková  |                       |
| Campeonato Mundial de 2018               | 4     | CHN China          | Wang Xiaojing       |                       |
| Campeonato Mundial de 2018               | 4     | ITA Itália         | Silvana Stanco      |                       |
| Campeonato Mundial de 2018               | 4     | AUS Austrália      | Laetisha Scanlan    | Laetisha Scanlan      |
| Campeonato das Américas de 2018          | 2     | USA Estados Unidos | Kayle Browning      | Kayle Browning        |
| Campeonato das Américas de 2018          | 2     | GUA Guatemala      | Adriana Ruano       | Adriana Ruano         |
| Copa do Mundo da ISSF de 2019 # 2        | 2     | ITA Itália         | Jessica Rossi       |                       |
| Copa do Mundo da ISSF de 2019 # 2        | 2     | CHN China          | Deng Weiyun         |                       |
| Copa do Mundo da ISSF de 2019 # 3        | 2     | FRA França         | Carole Cormenier    | Carole Cormenier      |
| Copa do Mundo da ISSF de 2019 # 3        | 2     | GBR Grã-Bretanha   | Kirsty Hegarty      | Kirsty Hegarty        |
| Copa do Mundo da ISSF de 2019 # 5        | 2     | USA Estados Unidos | Ashley Carroll      | Madelynn Bernau       |
| Copa do Mundo da ISSF de 2019 # 5        | 2     | FRA França         | Mélanie Couzy       | Mélanie Couzy         |
| Jogos Europeus de 2019                   | 1     | ESP Espanha        | Fátima Gálvez       |                       |
| Jogos Pan-Americanos de 2019             | 2     | MEX México         | Alejandra Ramírez   | Alejandra Ramírez     |
| Jogos Pan-Americanos de 2019             | 2     | GUA Guatemala      | Ana Waleska Soto    | Ana Waleska Soto      |
| Copa do Mundo da ISSF de 2019 # 7        | 2     | AUS Austrália      | Penny Smith         | Penny Smith           |
| Copa do Mundo da ISSF de 2019 # 7        | 2     | FIN Finlândia      | Satu Mäkelä-Nummela | Satu Mäkelä-Nummela   |
| Campeonato Europeu de Espingarda de 2019 | 2     | RUS Rússia         | Daria Semianova     |                       |
| Campeonato Europeu de Espingarda de 2019 | 2     | SMR San Marino     | Alessandra Perilli  | Alessandra Perilli    |
| Campeonato da Oceania de 2019            | 1     | NZL Nova Zelândia  | Natalie Rooney      | Natalie Rooney        |
| Campeonato Asiático de 2019              | 3     | LBN Líbano         | Ray Bassil          | Ray Bassil            |
| Campeonato Asiático de 2019              | 3     | KAZ Cazaquistão    | Sarsenkul Rysbekova | Sarsenkul Rysbekova   |
| Campeonato Asiático de 2019              | 3     | JPN Japão          | Yukie Nakayama      | Yukie Nakayama        |
| Campeonato Africano de 2019              | 1     | EGY Egito          | Maggy Ashmawy       |                       |
| Campeonato Europeu de Espingarda de 2021 | 1     | RUS Rússia         | Ekaterina Subbotina |                       |
| Ranking Olímpico Mundial da ISSF         | 1     | POL Polônia        | —                   | Sandra Bernal         |
| Convite da Comissão Tripatite            | 2     |                    | —                   |                       |
| Convite da Comissão Tripatite            | 2     | —                  |                     |                       |
| Realocação de vagas não utilizadas[c]    | 1     | JOR Jordânia       | Aida Al-Zyod        |                       |
| Total                                    | 29    |                    |                     |                       |

## Skeet feminino
| Evento                                   | Vagas | Nação               | Atleta qualificada     | Competidora anunciada |
| ---------------------------------------- | ----- | ------------------- | ---------------------- | --------------------- |
| País-sede                                | 1     | JPN Japão           | —                      | Naoko Ishihara        |
| Campeonato Mundial de 2018               | 4     | USA Estados Unidos  | Caitlin Connor         | Amber English         |
| Campeonato Mundial de 2018               | 4     | USA Estados Unidos  | Kimberly Rhode         | Austen Smith          |
| Campeonato Mundial de 2018               | 4     | SVK Eslováquia      | Danka Barteková        |                       |
| Campeonato Mundial de 2018               | 4     | RUS Rússia          | Natalia Vinogradova    |                       |
| Campeonato das Américas de 2018          | 1     | CHI Chile           | Francisca Crovetto     |                       |
| Copa do Mundo da ISSF de 2019 # 2        | 2     | NZL Nova Zelândia   | Chloe Tipple           | Chloe Tipple          |
| Copa do Mundo da ISSF de 2019 # 2        | 2     | CHN China           | Zhang Donglian         |                       |
| Copa do Mundo da ISSF de 2019 # 3        | 2     | CYP Chipre          | Andri Eleftheriou      | Andri Eleftheriou     |
| Copa do Mundo da ISSF de 2019 # 3        | 2     | POL Polônia         | Aleksandra Jarmolińska |                       |
| Copa do Mundo da ISSF de 2019 # 5        | 2     | ITA Itália          | Diana Bacosi           | Diana Bacosi          |
| Copa do Mundo da ISSF de 2019 # 5        | 2     | ITA Itália          | Chiara Cainero         | Chiara Cainero        |
| Jogos Europeus de 2019                   | 1     | FRA França          | Lucie Anastassiou      | Lucie Anastassiou     |
| Jogos Pan-Americanos de 2019             | 2     | ARG Argentina       | Melisa Gil             | Melisa Gil            |
| Jogos Pan-Americanos de 2019             | 2     | MEX México          | Gabriela Rodríguez     | Gabriela Rodríguez    |
| Copa do Mundo da ISSF de 2019 # 7        | 2     | CHN China           | Wei Meng               |                       |
| Copa do Mundo da ISSF de 2019 # 7        | 2     | GER Alemanha        | Nele Wißmer            |                       |
| Campeonato Europeu de Espingarda de 2019 | 2     | CZE República Checa | Barbora Šumová         |                       |
| Campeonato Europeu de Espingarda de 2019 | 2     | UKR Ucrânia         | Iryna Malovichko       |                       |
| Campeonato da Oceania de 2019            | 1     | AUS Austrália       | Laura Coles            | Laura Coles           |
| Campeonato Asiático de 2019              | 3     | KOR Coreia do Sul   | Kim Min-ji             | Kim Min-ji            |
| Campeonato Asiático de 2019              | 3     | THA Tailândia       | Sutiya Jiewchaloemmit  |                       |
| Campeonato Asiático de 2019              | 3     | THA Tailândia       | Isarapa Imprasertsuk   |                       |
| Campeonato Africano de 2019              | 1     | MAR Marrocos        | Ibtissam Marirhi       |                       |
| Campeonato Europeu de Espingarda de 2021 | 2     | RUS Rússia          | Zilia Batyrshina       |                       |
| Campeonato Europeu de Espingarda de 2021 | 2     | GBR Grã-Bretanha    | Amber Hill             | Amber Hill            |
| Ranking Olímpico Mundial da ISSF         | 1     | KAZ Cazaquistão     | —                      | Zoya Kravchenko       |
| Realocação de vagas não utilizadas       | 2     | BHR Bahrein         | Maryam Hassani         |                       |
| Realocação de vagas não utilizadas       | 2     | SEN Senegal         | Chiara Costa           |                       |
| Total                                    | 29    |                     |                        |                       |

## Carabina - equipe mista
| Evento                  | Vagas | Nação      | Atletas qualificados                      | Competidores anunciados |
| ----------------------- | ----- | ---------- | ----------------------------------------- | ----------------------- |
| Campeonato Mundial 2018 | 2     | CHN China  | Yang Haoran Zhao Ruozhu                   |                         |
| Campeonato Mundial 2018 | 2     | RUS Rússia | Vladimir Maslennikov Anastasiia Galashina |                         |
| Total                   | 4     |            |                                           |                         |

## Pistola - equipe mista
| Evento                  | Vagas | Nação      | Atletas qualificados                    | Competidores anunciados |
| ----------------------- | ----- | ---------- | --------------------------------------- | ----------------------- |
| Campeonato Mundial 2018 | 2     | RUS Rússia | Artem Chernousov Vitalina Batsarashkina |                         |
| Campeonato Mundial 2018 | 2     | CHN China  | Wang Mengyi Wang Qian                   |                         |
| Total                   | 4     |            |                                         |                         |

## Fossa olímpica - equipe mista
| Evento                  | Vagas | Nação          | Atletas qualificados           | Competidores anunciados |
| ----------------------- | ----- | -------------- | ------------------------------ | ----------------------- |
| Campeonato Mundial 2018 | 2     | SVK Eslováquia | Erik Varga Zuzana Štefečeková  |                         |
| Campeonato Mundial 2018 | 2     | RUS Rússia     | Alexey Alipov Ekaterina Rabaya |                         |
| Total                   | 4     |                |                                |                         |